# Мендзыжец-Подляски
Мендзыже́ц-Подля́ски (до 1917 года — Межиречье; пол. Międzyrzec Podlaski) — город в Польше, в Люблинском воеводстве.

## География
По территории города протекает река Кшна. Расположен в 99 км к северу от Люблина и в 134 км к востоку от Варшавы.

## История

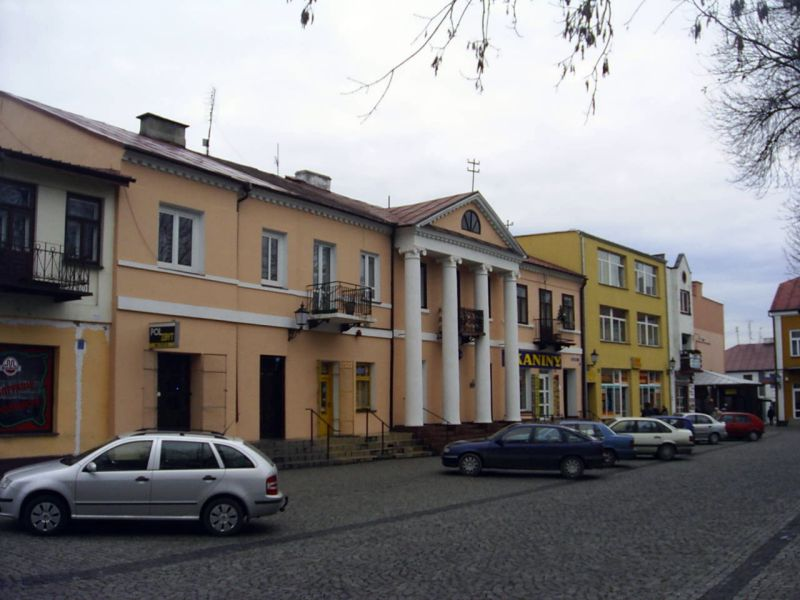
Дворец Чарторыйских

Первое упоминание Мендзыжец-Подляски в официальных источниках относится к 1434—1477 годах. В то время по территории города проходит торговый путь из Лукува в Берестье. Мендзыжец-Подляски увеличивался в размерах с огромной скоростью: в 1486 году была возведена католическая церковь, по указу бурмистра Яна Нассутовича организовали первые ярмарки. В 1598 году был построен соляной склад; город превратился в региональный центр пивоварения.
В 1648 году запорожские казаки совершили набег на Мендзыжец-Подляски. Город был 3 раза разграблен и сожжён шведами: в ходе кровавого потопа 1655—1660 годов и Северной войны, в 1706 и 1708 годах. В 1660 году, в ходе очередной русско-польской войны, Мендзыжец-Подляски захватили русские войска.

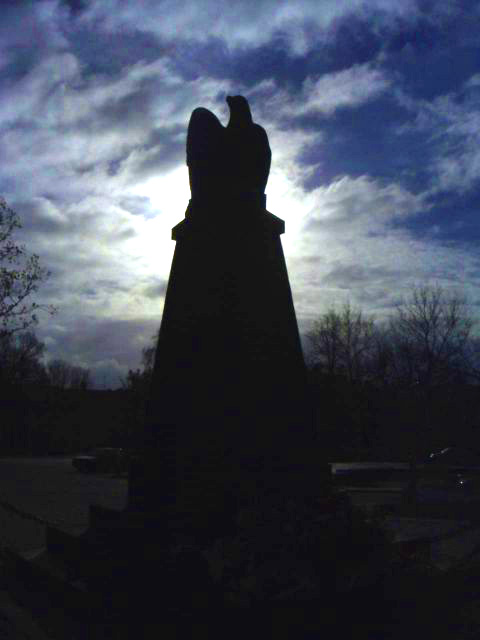
Памятник жертвам резни военнопленных и местного населения, учинённой немцами в 1918

В 1795 году, в результате третьего раздела Речи Посполитой, территория города вошла в состав земель, находившихся под властью Габсбургской монархии. В 1809—1815 годах входил в состав Варшавского герцогства; согласно решений Венского конгресса, Мендзыжец-Подляски был включен в Царство Польское, являвшееся генерал-губернаторством Российской империи.
В 1831 году, в ходе Польского восстания, близ города произошла битва между восставшими и частями Русской императорской армии.
В 1867 году на территории города была построена железнодорожная станция. Ко второй половине XIX века Мендзыжец-Подляски, в котором ещё в 1771 году воевода русский Август Александр Чарторыйский выстроил объединённую церковь апостолов Петра и Павла, стал крупным центром Украинской грекокатолической церкви. После польского восстания 1863—1865 годов на территории Царства Польского начался активный процесс русификации, в результате чего в 1875 году 2 униатских храма перешли в ведение русской православной церкви.
Уже в XVI веке в Мендзыжец-Подляски проживала довольно крупная еврейская община. Согласно переписи 1931 года, количество евреев, проживавших в городе, составляло 12 тыс. человек, или ¾ от общей численности населения.
В августе 1915 года, в ходе Великого отступления, в город вступили части германской имперской армии. В 1916—1918 годах Межиречье входило в состав новообразованного Королевства Польша, однако юридически до 1917 года находилось в Люблинской губернии. 17 августа 1920 года 1-й польской пехотной дивизией с территории города были вытеснены части РККА и Мендзыжец-Подляски вошёл в состав Республики Польша.

### Вторая мировая война
13 сентября 1939 года, в ходе операции «Вайс», части вермахта овладели городом, однако уже 25 сентября, согласно договору о ненападении, его территория вошла в зону советской зоны оккупации Польши. Двумя неделями спустя Мендзыжец-Подляски, согласно договору о дружбе и границе между СССР и Германией, вошёл в состав новообразованного генерал-губернаторства. В 1940 году в городе были образованы 6 исправительно-трудовых лагерей для 2 тысяч проживавших в нём евреев, а также юденрат и еврейская полиция.
После начала 22 июня 1941 года операции «Барбаросса» в данные исправительно-трудовые лагеря были депортированы жители окрестных населённых пунктов, в том числе краковяне. 19 апреля 1942 года был опубликован указ, согласно которому евреи за 3 дня обязывались собрать за 3 дня и передать в гестапо 50 кг золота. В течение данного периода времени на улицах служащие политической полиции застрелили около 40 заложников. 25—26 августа 1942 года, под автоматные очереди и крики, служащими полиции порядка были согнаны на вокзал, погружены в поезда смерти и отправлены в лагерь смерти Треблинка-2 от 11 до 12 тысяч евреев. 28 августа власть в гетто перешла в руки членов юденрата, в результате чего впоследствии произошёл ряд массовых депортаций евреев в лагеря смерти. 17 июля 1943 года гетто окончательно ликвидировали; оставшихся евреев депортировали в лагеря смерти Треблинка-2 и Майданек; в самом городе были расстреляны последние 160—200 проживавших в нём лиц еврейской национальности, и он был провозглашён свободным от евреев.
Как оказалось, лишь около 1 % евреев Мендзыжец-Подляски осталось в живых после освобождения города от немцев.

## Экономика
Около 4900 местных жителей задействованы в экономической сфере города, а именно: 36 % — в промышленной отрасли, 19 % — в торговой, 11 % — в образовательной. Уровень безработицы в Мендзыжец-Подляски в октябре 2005 года составил 22 %.
По территории города проходят две государственные дороги, DK2 (ведущая с востока на запад страны) и DK19. Планируется провести автомагистраль S19 в западной части города. К 2008 году в Мендзжец-Подляски удалось провести объездную длиной 6,6 км — участок данной автомагистрали, позволяющий добраться из северной части города в южную, миновав центр.

## Города-побратимы
- Туар[12] (Франция, 2000)
- Кобрин[13] (Беларусь)
- Пагирю[лит.][14] (Литва, 2008)
- Лудза[15] (Латвия)
- Камень-Каширский[16] (Украина, 2008)
- Малорита[17] (Беларусь)
- Петах-Тиква[18] (Израиль, 2011)

## Известные уроженцы
- Ян Юрьевич Заберезинский (ок. 1440—1508) — великий маршалок литовский;
- Ириней (1892—1981) — митрополит всей Америки и Канады;
- Анджей Копичиньский (1934) — актёр театра и кино;
- Гжегож Пирамович (1735—1801) — педагог, писатель, просветитель;
- Слава Пшибыльская (1931) — эстрадная певица;
- Евгений Рудницкий[укр.] (1883—1937?) — украинский лингвист, этнограф, сотрудник Института языкознания имени А. А. Потебни;
- Феликс Турский[пол.] (1729—1800) — епископ холмский, луцкий и краковский.